# Bisdom Panevėžys
Het bisdom Panevėžys (Latijn: Dioecesis Panevezensis, Litouws: Panevėžio vyskupija) is een in Litouwen gelegen rooms-katholiek bisdom met zetel in de stad Panevėžys. Het bisdom behoort tot de kerkprovincie Vilnius en is, samen met het bisdom Kaišiadorys, suffragaan aan het aartsbisdom Vilnius.
Het bisdom is op 4 april 1926 opgericht, samen met het ontstaan van de kerkprovincie Vilnius. Paus Pius XI vaardigde toen een apostolische constitutie uit waarin de grenzen van de kerkelijke territoria gelijk getrokken werden met de toenmalige staatkundige grenzen. Het gebied van het bisdom werd onttrokken aan het aartsbisdom Kaunas.
Op 8 mei 1994 werd een deel van het bisdom afgestaan voor de oprichting van het bisdom Šiauliai.

## Bisschoppen van Panevėžys
- 1926–1957: Kaziemiras Paltarokas

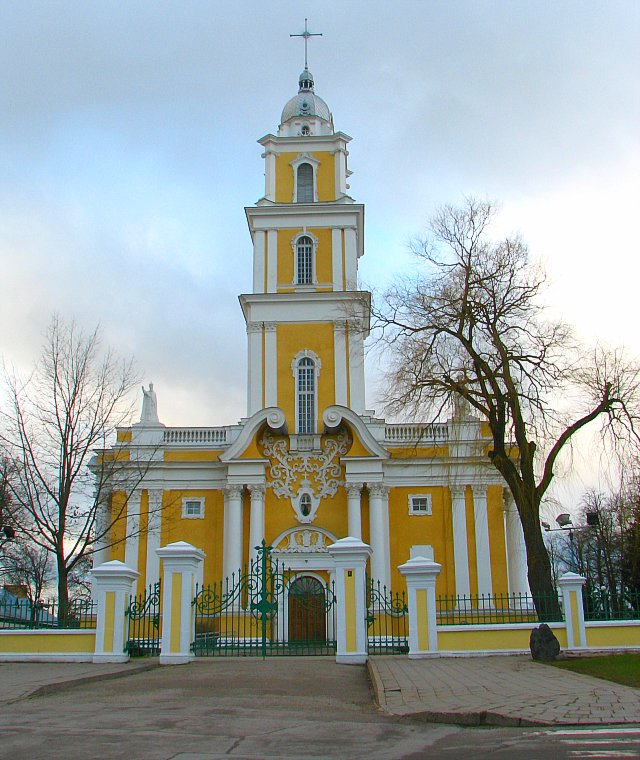
Kathedraal van Panevėžys

  - 1957–1960:  Julijonas Steponavicius (Apostolisch administrator; 1955–1957 wijbisschop)
  - 1961: Paulius Šidlauskas (Apostolisch administrator)
  - 1962–1969: Povilas Bakšys (Apostolisch administrator)
  - 1969/1973–1983: Romualdas Krikšciunas (Apostolisch administrator)
  - 1983–1984: Liudvikas Povilonis (Apostolisch administrator)
  - 1984–1989: Kazimieras Dulksnys (Apostolisch administrator)
- 1991–2002: Juozas Preikšas (1989–1991: Apostolisch administrator)
- 2002–2013: Jonas Kauneckas
- 2013–2015: Lionginas Virbalas, SJ
- 2016–heden: Linas Vodopjanovas, O.F.M.